# Glaucidium capense
El mochuelo del Cabo o mochuelo de El Cabo (Glaucidium capense) es un ave estrigiforme que vive en África, incluyendo en Angola, Botsuana, República Centroafricana, República Democrática del Congo, Kenia, Malaui , Mozambique, Namibia, Somalia, Sudáfrica, Suazilandia, Tanzania, Uganda, Zambia, y Zimbabue.

## Subespecies
Se distinguen las siguientes subespecies reconocidas:
- Glaucidium capense albertinum Prigogine, 1983
- Glaucidium capense capense (A. Smith, 1834)
- Glaucidium capense castaneum  Reichenow, 1893
- Glaucidium capense etchecopari Erard & Roux, 1983
- Glaucidium capense ngamiense (Roberts, 1932)
- Glaucidium capense scheffleri Neumann, 1911